# ユリアンナ・アヴデーエワ
ユリアンナ・アンドレーエヴナ・アヴデーエワ（英語: Yulianna Andreevna Avdeeva ; ロシア語: Юлианна Андреевна Авдеева、1985年7月3日 - ）は、ロシアのピアニストである。

## 経歴
1985年、モスクワで生まれた。5歳でピアノを始め、モスクワのグネーシン音楽学校にてエレーナ・イワノヴァ（Elena Ivanova）に師事。その後、チューリヒ音楽大学に留学し、卒業後に師である同大学のコンスタンティン・シチェルバコフの助手をつとめた。2008年からはコモ湖国際ピアノアカデミーで学んだ。

## 受賞
- 2002年：アルトゥール・ルービンシュタイン国際青少年ピアノ・コンクール第1位
- 2006年：ジュネーヴ国際音楽コンクール、1位なしの第2位[1][5]。
- 2007年：パデレフスキー国際ピアノコンクール第2位[1]。
- 2010年：ショパン国際ピアノコンクール第一位[6]。合わせて、最優秀ソナタ演奏賞も受賞[6]。マルタ・アルゲリッチ以来、45年ぶりの女性ピアニストの優勝者として注目を浴びた[6]。同年の12月に来日し、NHK交響楽団と共演[5]。